# René Guissart
René Guissart, född 12 september 1929 i Hampstead, död 8 september 2014 i 
Grasse, Frankrike, var en fransk roddare.
Guissart blev olympisk bronsmedaljör i fyra utan styrman vid sommarspelen 1956 i Melbourne.